# Léonie Vincent
Léonie Maja Vincent (* 16. listopadu 1994 farnost Bromma, Stockholm) je švédská herečka.

## Život
Absolvovala Divadelní akademii v Luleå, kde studovala herectví pro jeviště, film, televizi a rozhlas. Kromě účasti v několika divadelních představeních se podílela na třetí řadě seriálu Bäckström. Účinkovala také v seriálu Trolösa, kde hrála Fanny. V seriálu Pod skleněnou kupolí hrála Lejlu, jednu z hlavních postav seriálu.

## Filmografie (výběr)
- 2024 – Bäckström (TV seriál)
- 2025 – Trolösa (TV seriál)
- 2025 – Pod skleněnou kupolí (TV seriál)